# Until We Have Faces
Until We Have Faces è il terzo album del gruppo musicale alternative metal Red, pubblicato da Sony BMG nel 2011. Il titolo prende spunto dal romanzo A viso scoperto di Clive Staples Lewis, in inglese Till We Have Faces. Dal disco sono stati estratti due brani, pubblicati come singoli Faceless, uscito il 31 dicembre 2010, e Feed the Machine pubblicato il 16 gennaio 2011.

## Tracce
1. Feed the Machine
2. Faceless
3. Lie to Me (Denial)
4. Let It Burn
5. Buried Beneath
6. Not Alone
7. Watch You Crawl
8. The Outside
9. Who We Are
10. Best Is Yet to Come
11. Hymn for the Missing